# حزب سبز سوئیس
حزب سبز سوئیس (آلمانی: GRÜNE Schweiz) یک حزب سیاسی سبز در سوئیس است. این حزب چهارمین حزب بزرگ شورای ملی سوئیس و بزرگ‌ترین حزبی است که در شورای فدرال دارای نماینده نیست.